# Hans Schüchlin

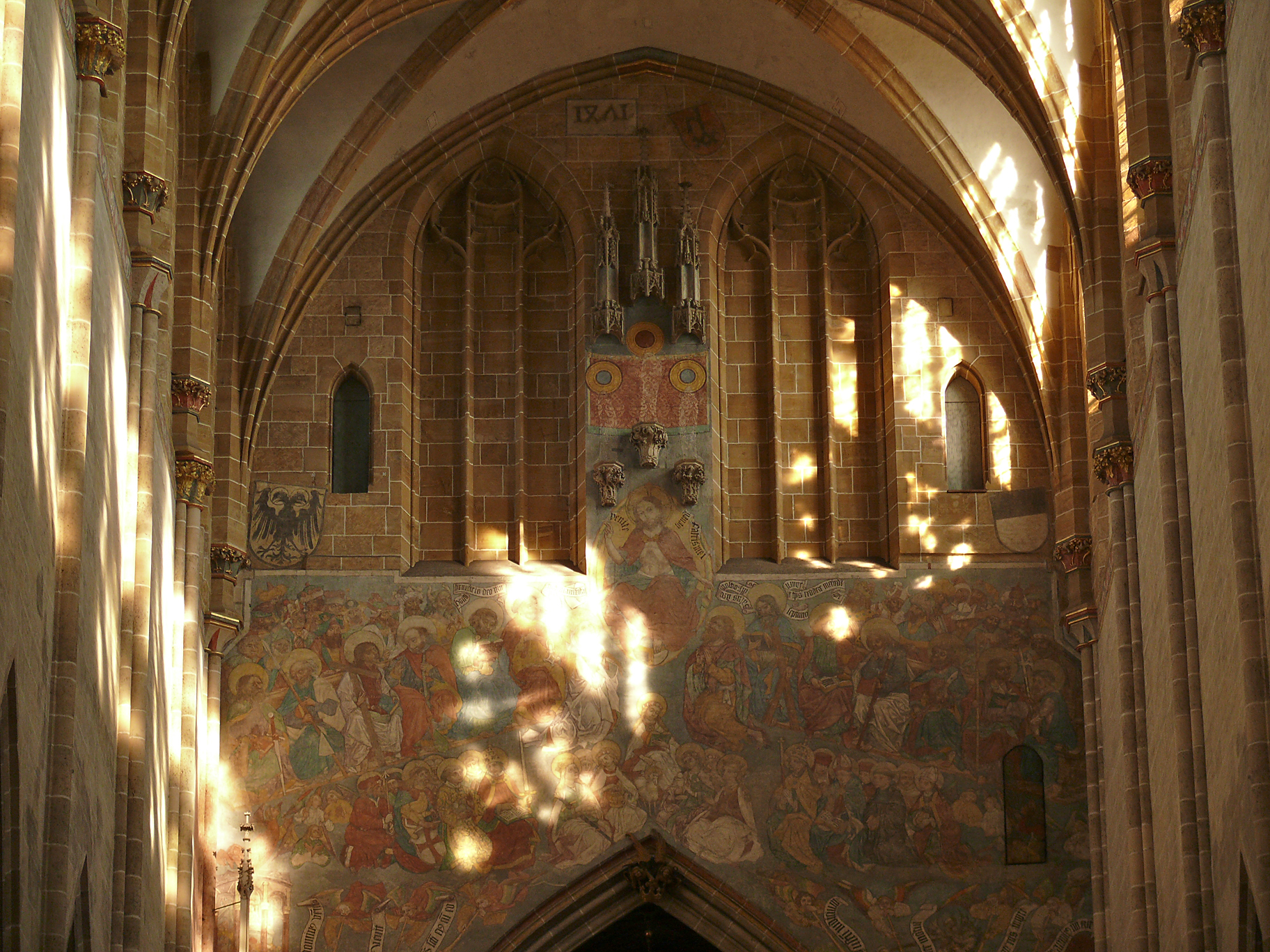
Fresken med yttersta domen över korbågen i Ulmer Münster, förmodligen av Hans Schüchlin

Hans Schüchlin eller Hans Schuelin, född omkring 1430 i Ulm, död där 1505, var en tysk målare. 
Schüchlin utbildade sig efter mästarna i den kölnska och nederländska skolan, var 1493 äldste i Lukasgillet i Ulm vid kyrkan St. Michael zu den Wengen. Schüchlin var läromästare och svärfar till Bartholomäus Zeitblom.
Hans huvudverk är högaltaret i Tiefenbronn vid Pforzheim med framställningar ur jungfru Marias liv och Jesu lidande. Förmodligen målade han även 1471 den stora fresken över korbågen i Ulmer Münster, som framställer den yttersta domen.